# Merjeperra
Merjeperra fue un faraón de la dinastía XIII de Egipto, que gobernó c. 1576-1574 a. C.
Su nombre de trono, Mer-jeper-ra, está inscrito en el Canon Real de Turín, en el registro VII, 22, pero el fragmento de papiro donde figuraba su título, y la duración de su reinado, se perdió. Está precedido por un gobernante de nombre difícilmente legible: Mer...ra (registro VII, 21) y le sucede Merka...ra (registro VII, 23). 
Este soberano solamente reinó en una pequeña parte del Alto Egipto, siendo contemporáneo de los gobernantes de las dinastías XIV, XV y XVI. Los últimos mandatarios de la dinastía XIII sólo gobernaron en las regiones próximas a Tebas. 
En esta época, los reyes denominados comúnmente hicsos, pertenecientes a la dinastía XV, habían conquistado Menfis y dominaban el Bajo Egipto, haciendo tributarios a casi todos los habitantes de Egipto. 

## Testimonios de su época
Se ha encontrado su nombre inscrito en:
- Un escarabeo custodiado en el Museo Petrie UC16372.
- Es mencionado en el Canon Real de Turín como Merjeperra.

## Titulatura
| Titulatura | Jeroglífico | Transliteración (transcripción) - traducción - (referencias) |

| N5 | U7 · D21 | L1 |

| N5 | U7 · D21 | L1 |

| N5 | U7 · D21 | L1 |

| N5 | U7 · D21 | L1 |

| N5 | U7 · D21 | L1 |

| N5 | U7 · D21 | L1 |

| N5 | U7 · D21 | L1 |

| N5 | U7 · D21 | L1 |

| N5 | U7 · D21 | L1 |

| N5 | U7 · D21 | L1 |

| N5 | U7 · D21 | L1 |

| N5 | U7 · D21 | L1 |

| N5 | U7 · D21 | L1 |

| N5 | U7 · D21 | L1 |

| N5 | U7 · D21 | L1 |

| N5 | U7 · D21 | L1 |

| N5 | L1 | U7 |

| N5 | L1 | U7 |

| N5 | L1 | U7 |

| N5 | L1 | U7 |

| N5 | L1 | U7 |

| N5 | L1 | U7 |

| N5 | L1 | U7 |

| N5 | L1 | U7 |

| N5 | L1 | U7 |

| N5 | L1 | U7 |

| N5 | L1 | U7 |

| N5 | L1 | U7 |

| N5 | L1 | U7 |

| N5 | L1 | U7 |

| N5 | L1 | U7 |

| N5 | L1 | U7 |